# Elevation
Elevation is een nummer van de Ierse band U2.
Het nummer verscheen met een liveversie van Last Night On Earth en het nummer Don't Take Your Guns To Town als single in juli 2001. Daarnaast verscheen het nummer ook op het album All That You Can't Leave Behind.

## Hitnoteringen

### Nederlandse Top 40
| "Elevation" in de Nederlandse Top 40 07-07-2001 t/m 06-10-2001 | "Elevation" in de Nederlandse Top 40 07-07-2001 t/m 06-10-2001 | "Elevation" in de Nederlandse Top 40 07-07-2001 t/m 06-10-2001 | "Elevation" in de Nederlandse Top 40 07-07-2001 t/m 06-10-2001 | "Elevation" in de Nederlandse Top 40 07-07-2001 t/m 06-10-2001 | "Elevation" in de Nederlandse Top 40 07-07-2001 t/m 06-10-2001 | "Elevation" in de Nederlandse Top 40 07-07-2001 t/m 06-10-2001 | "Elevation" in de Nederlandse Top 40 07-07-2001 t/m 06-10-2001 | "Elevation" in de Nederlandse Top 40 07-07-2001 t/m 06-10-2001 | "Elevation" in de Nederlandse Top 40 07-07-2001 t/m 06-10-2001 | "Elevation" in de Nederlandse Top 40 07-07-2001 t/m 06-10-2001 | "Elevation" in de Nederlandse Top 40 07-07-2001 t/m 06-10-2001 | "Elevation" in de Nederlandse Top 40 07-07-2001 t/m 06-10-2001 | "Elevation" in de Nederlandse Top 40 07-07-2001 t/m 06-10-2001 | "Elevation" in de Nederlandse Top 40 07-07-2001 t/m 06-10-2001 | "Elevation" in de Nederlandse Top 40 07-07-2001 t/m 06-10-2001 |
| Week                                                           | 1                                                              | 2                                                              | 3                                                              | 4                                                              | 5                                                              | 6                                                              | 7                                                              | 8                                                              | 9                                                              | 10                                                             | 11                                                             | 12                                                             | 13                                                             | 14                                                             |                                                                |
| -------------------------------------------------------------- | -------------------------------------------------------------- | -------------------------------------------------------------- | -------------------------------------------------------------- | -------------------------------------------------------------- | -------------------------------------------------------------- | -------------------------------------------------------------- | -------------------------------------------------------------- | -------------------------------------------------------------- | -------------------------------------------------------------- | -------------------------------------------------------------- | -------------------------------------------------------------- | -------------------------------------------------------------- | -------------------------------------------------------------- | -------------------------------------------------------------- | -------------------------------------------------------------- |
| Nummer                                                         | 20                                                             | 6                                                              | 6                                                              | 9                                                              | 9                                                              | 1                                                              | 2                                                              | 6                                                              | 10                                                             | 12                                                             | 14                                                             | 23                                                             | 28                                                             | 31                                                             | uit                                                            |

### Vlaamse Ultratop 50
| "Elevation" in de Ultratop 50 21-07-2001 t/m 15-09-2001 | "Elevation" in de Ultratop 50 21-07-2001 t/m 15-09-2001 | "Elevation" in de Ultratop 50 21-07-2001 t/m 15-09-2001 | "Elevation" in de Ultratop 50 21-07-2001 t/m 15-09-2001 | "Elevation" in de Ultratop 50 21-07-2001 t/m 15-09-2001 | "Elevation" in de Ultratop 50 21-07-2001 t/m 15-09-2001 | "Elevation" in de Ultratop 50 21-07-2001 t/m 15-09-2001 | "Elevation" in de Ultratop 50 21-07-2001 t/m 15-09-2001 | "Elevation" in de Ultratop 50 21-07-2001 t/m 15-09-2001 | "Elevation" in de Ultratop 50 21-07-2001 t/m 15-09-2001 | "Elevation" in de Ultratop 50 21-07-2001 t/m 15-09-2001 |
| Week                                                    | 1                                                       | 2                                                       | 3                                                       | 4                                                       | 5                                                       | 6                                                       | 7                                                       | 8                                                       | 9                                                       |                                                         |
| ------------------------------------------------------- | ------------------------------------------------------- | ------------------------------------------------------- | ------------------------------------------------------- | ------------------------------------------------------- | ------------------------------------------------------- | ------------------------------------------------------- | ------------------------------------------------------- | ------------------------------------------------------- | ------------------------------------------------------- | ------------------------------------------------------- |
| Nummer                                                  | 34                                                      | 32                                                      | 21                                                      | 20                                                      | 17                                                      | 14                                                      | 26                                                      | 33                                                      | 37                                                      | uit                                                     |

### NPO Radio 2 Top 2000
| Nummer met noteringen in de NPO Radio 2 Top 2000 | '15  | '16  | '17  | '18  | '19  | '20-'23 | '24  |
| ------------------------------------------------ | ---- | ---- | ---- | ---- | ---- | ------- | ---- |
| Elevation                                        | 1910 | 1896 | 1716 | 1808 | 1967 | -       | 1988 |

1. ↑  Een '-' betekent dat het nummer niet was genoteerd en een vetgedrukt getal geeft de hoogste notering aan.
2. ↑  2015 was het eerste jaar met een notering voor dit nummer.

Bono · The Edge · Adam Clayton · Larry Mullen jr.